# Terreiro Ogodô Dey
O Terreiro Ogodô Dey é um templo de candomblé de nação Nagô-Ketu e tem como patrono o orixá Xangô. O terreiro foi fundado em 1946 por Justiniano Souza de Jesus e está localizado na cidade de Cachoeira, no estado brasileiro da Bahia. É um patrimônio imaterial estadual, tombado pelo Instituto do Patrimônio Artístico e Cultural da Bahia (IPAC), no ano de 2014, sob o processo de nº 0607120026064/12 e foi inscrito no Livro do Registro Especial de Espaços de Práticas Culturais Coletivas.

## História
Em 1946, no início da Ladeira da Cadeia, na cidade de Cachoeira, em uma casa de taipa e palha localizada em terreno pequeno, Justiniano Souza de Jesus funda o Terreiro Ogodô Dey. Com Pai Justiniano, o terreiro era de nação Nagô-Vodum.
No ano de 1960, Justiniano comprou um terreno maior, em local mais acima na Ladeira da Cadeia, pela necessidade de construir espaços sagrados do terreiro e realizar as atividades litúrgicas.
Em 1989, com o falecimento de Pai Justiniano, sua filha Maria Souza de Jesus, que foi iniciada no Ketu, ficou a frente da casa e adicionou alguns rituais Ketu no terreiro.
Atualmente, o terreiro ocupa terrenos dos dois lados da rua. De um lado se encontra o barracão de Orixá, o quarto dos Orixás, Sabaji, Roncó, quartos de hospedagem, a cozinha ritual e uma pequena mata sagrada. E do outro lado, o barracão de Caboclo com um quarto de giro, uma gameleira branca com assentamento de Inquice Tempo, uma capela católica de Nossa Senhora da Conceição e uma mata sagrada.

## Patrimônio cultural
| “                   | No dia 19 de novembro de 2014, às 17h30, no Salão de Atos Baianas de Acarajé, da Governadoria, localizado no Centro Administrativo da Bahia, o então Governador da Bahia, Jaques Wagner, com a presença de várias autoridades e representantes dos terreiros, assinou os dez decretos de Registro Especial, tornando os terreiros Asepò Erán Opé Olùwa – Viva Deus, Aganjú Didê – Ici Mimó, Loba’Nekun, Loba’Nekun Filha, Humpame Ayono Huntoloji, Ilê Axé Itaylê, Inzo Incossi Mukumbi Dendezeiro, Ogodô Dey, Raiz de Ayrá e Ilê Axé Ogunjá, Patrimônio Imaterial do Estado da Bahia. | ” |
| — IPAC, 2015, p. 21 | |   |

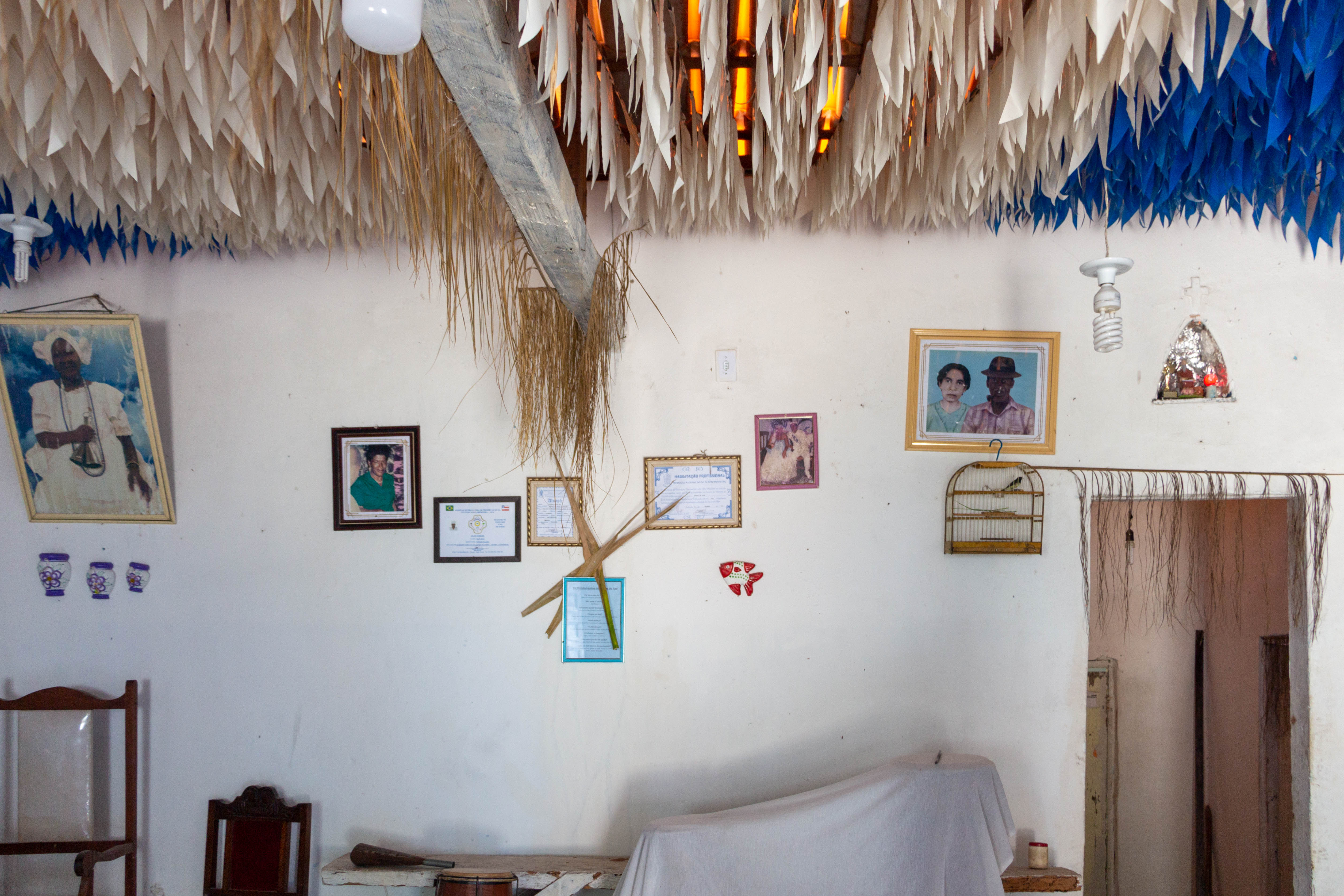
interior

 Em 2020, o Terreiro Ogodô Dey, juntamente com os terreiros Viva Deus, Humpame Ayono Huntóloji, Ilê Axé Itaylê, Ilê Axé Ogunjá, Inzo Nkosi Mukumbi Dendezeiro, Raiz de Ayrá, Loba’Nekun e Loba’Nekun Filho e Aganjú Didê foram contemplados com novecentos mil reais, através do edital público Salvaguarda Patrimônio Imaterial, do Instituto do Patrimônio Artístico e Cultural da Bahia (IPAC), para realizar uma ação coletiva de salvaguarda com produção de documentário, portal virtual, plano planialtimétrico, publicação impressa e plano de salvaguarda.

## Babalorixás e yalorixás
- Justiniano de Souza de Jesus (1946 a 1989) - Fundador.[2]
- Olga de Jesus.[2]
- Maria Sousa de Jesus.[2]
- Railda Santos de Assis.[2]

## Festividades
- Festa do caboclo - 6 de janeiro.[2]
- Fogueira de Xangô - 28 de junho.[2]
- Festa para Obaluaê - agosto.[2]